# Lobsang Palden Yeshe
Lobsang Palden Yeshe (1738 – 1780) è stato riconosciuto come il sesto Panchen Lama presso il monastero di Tashilhunpo in Tibet.
Era uno dei fratelli del 10º Shamarpa, Mipam Chödrup Gyamtso (1742 – 1793).

## Biografia
Lobsang Palden Yeshe fu probabilmente il primo dei lama tibetani ad intraprendere una sorta di "carriera diplomatica", infatti furono molti i viaggi intrapresi e gli incontri con altri sovrani che fece nell'arco della sua vita. Fu inoltre un grande scrittore. Nel 1762 identificò l'ottavo Dalai Lama e dopo averlo iniziato ai propri voti di monaco lo ufficializzò a palazzo Potala dandogli il nome di Jamphel Gyatso.
Lobsang decise di aiutare tra il 1774 e il 1775, un certo George Bogle, diplomatico scozzese che fu mandato in Tibet per negoziare con Warren Hastings, governatore dell'India alcune questioni riguardanti i due paesi. Altro intervento del Panchen Lama fu quello di negoziatore tra il raja del Bhutan e una regione del Bengala, quando quest'ultima fu invasa dal sovrano asiatico nel 1772. Altra questione abilmente gestita da Lobsang fu una diatriba con alcuni emissari dell'imperatore cinese mandati in Tibet per cercare di risolvere un mistero riguardante il dio cinese della guerra, che era stato equiparato a Gesar un eroe epico tibetano che aveva avuto un grande ruolo nella diffusione del Buddhismo nella regione; ciò aveva creato tensione tra i due paesi.
I cinesi tentarono anche di creare una frattura tra il Panchen Lama e il Dalai Lama, invitando il primo a Pechino nel 1779, ma Lobsang cercò sempre di evitare quel viaggio, finché non ne fu quasi costretto. I cinesi prepararono il viaggio preoccupandosi per la sicurezza del lama e quando arrivò nella capitale lo accolsero con tutti gli onori, anche se, subito dopo il suo arrivo, fu colpito dal vaiolo e morì poco dopo.
Lobsang aveva un fratello, Sha Marpa, il quale dopo la sua morte cercò in ogni modo di ereditare una parte delle ricchezze che i cinesi avevano donato al Lama. Quando capì che non sarebbe mai riuscito ad ottenere quel che voleva, non esitò a cospirare con il Nepal che aveva mire espansionistiche sul Tibet, pianificando l'occupazione di Shigatse. Malgrado ciò Sha Marpa non ottenne quello che desiderava. Dopo tre anni di occupazione, la Cina inviò in Tibet un contingente armato al fine di ricacciare i nepalesi; l'operazione fu completata nel 1792.
Sfortunatamente, durante la Rivoluzione culturale cinese le tombe dei Panchen Lama dal quinto al nono furono distrutte; ma sotto il decimo Panchen Lama fu edificata un'unica grande tomba al monastero di Tashilhunpo in loro memoria, conosciuta col nome di Tashi Langyar.